# Dýchám mlčení
Dýchám mlčení (rusky Дышу тишиной) je třetí studiové album písničkáře Nikolaje Noskova. Album bylo vydáno v říjnu 2000. Prezentace alba se konala v Kremelském paláci. Na albu se spolupodílel Akademický komorní orchestr Musica Viva, který také doprovázel Noskova při prezentaci alba.

## O albu
Píseň Je to skvělé (Это здорово) se stal hlavním hitem a puncem zpěváka. Píseň Romance (Романс), psaná ve verších básníka Nikolaje Gumiljova. Část textu Dobrou noc (Доброй ночи) byly napsány zpěvákem. Byli přepracovány čtyři písně Můj přítel (Мой друг), Dej mi šanci (Дай мне шанс), Poznej se (Узнать тебя) a Sníh (Снег) z předchozích dvou alb. Píseň Zpověď (Исповедь) má náboženská témata, ale v albu Med byla přepracována.

## Seznam skladeb
1. Дышу тишиной (Dýchám mlčení)
2. Зимняя ночь (Zimní noc)
3. Романс (Romance)
4. Это здорово (Je to skvělé)
5. Исповедь (Zpověď)
6. Снег (Sníh)
7. Доброй ночи (Dobrou noc)
8. Дай мне шанс (Dej mi šanci)
9. Узнать тебя (Poznej se)
10. Мой друг (Můj přítel)
11. В рай (V ráji)
12. Это здорово (Je to skvělé - hudební video)

## Obsazení
- Sergej Slobodin – baskytara
- Oleg Muhin, Taras Zolot'ko - Bicí
- Rostislav Sazanov - klarinet
- Anton Korolev – flétna
- Eduard Hrupunov – Kytara
- Musica Viva - orchestr